# Satellite Awards 2018
23. ročník udílení Satellite Awards se konal 17. února 2019. Nominace byly oznámeny 28. listopadu 2018. Vítězové byli oznámeni 3. ledna 2019.

## Nominace a vítězové

### Speciální ocenění
- Auter Award – Ryan Coogler
- Mary Pickford Award:  Rade Šerbedžija
- Nikola Tesla Award: Kevin Baillie
- Nejlepší první film: Rupert Everett – Šťastný princ
- Nejlepší filmové obsazení: Favoritka
- Nejlepší televizní obsazení: The Assassination of Gianni Versace: American Crime Story

### Film
| Nejlepší film – drama | Nejlepší film – komedie/muzikál |
| --- | --- |
| Kdyby ulice Beale mohla mluvit - Black Panther - První člověk - Děsivé dědictví - Marie, královna skotská - Vdovy | Zrodila se hvězda - Šíleně bohatí Asiati - Favoritka - Zelená kniha - Mary Poppins se vrací - Nico, 1988 |
| Nejlepší animovaný film | Nejlepší režisér |
| Psí ostrov - Úžasňákovi 2 - Liz and the Blue Bird - Mirai, dívka z budoucnosti - Raubíř Ralf a internet - Sběratel Ruben Brandt | Alfonso Cuarón – Roma - Bradley Cooper – Zrodila se hvězda - Peter Farrelly – Zelená kniha - Barry Jenkins – Kdyby ulice Beale mohla mluvit - Yorgos Lanthimos – Favoritka - Spike Lee – BlacKkKlansman |
| Nejlepší herec v hlavní roli – drama | Nejlepší herečka v hlavní roli – drama |
| Willem Dafoe jako Vincent van Gogh – U brány věčnosti - Ben Foster jako Will – Beze stop - Ryan Gosling jako Neil Armstrong – První člověk - Ethan Hawke jako Ernst Toller – Zoufalství a naděje - Lucas Hedges jako Jared Eamons – Vymazaný kluk - Robert Redford jako Forrest Tucker – Gentleman s pistolí                                            | Glenn Close jako Joan Castleman – Žena - Yalitza Aparicio jako Cleo – Roma - Viola Davis jako Veronica Rawlings – Vdovy - Nicole Kidman jako detektiv Erin Bell – Ničitelka - Melissa McCarthy jako Lee Israel – Dokážete mi kdy odpustit? - Rosamund Pike jako Marie Colvin – Soukromá válka                                                                                      |
| Nejlepší herec v hlavní roli – komedie/muzikál | Nejlepší herečka v hlavní roli – komedie/muzikál |
| Rami Malek jako Freddie Mercury – Bohemian Rhapsody - Bradley Cooper jako Jackson Maine – Zrodila se hvězda - Lin-Manuel Miranda jako Jack – Mary Poppins se vrací - Viggo Mortensen jako Frank „Tony Lip“ Vallelonga – Zelená kniha - Nick Robinson jako Simon Spier – Já, Simon - John David Washington jako detektiv Ron Stallworth – BlacKkKlansman | Olivia Colmanová jako královna Anna – Favoritka - Emily Bluntová jako Mary Poppins – Mary Poppins se vrací - Trine Dyrholm jako Nico – Nico, 1988 - Elsie Fisher jako Kayla Day – Osmá třída - Lady Gaga jako Ally Campana Maine – Zrodila se hvězda - Constance Wu jako Rachel Chu – Šíleně bohatí Asiati                                                                         |
| Nejlepší herec ve vedlejší roli | Nejlepší herečka ve vedlejší roli |
| Richard E. Grant jako Jack Hock – Dokážete mi kdy odpustit? - Mahershala Ali jako Don Shirley – Zelená kniha - Timothée Chalamet jako Nic Sheff – Beautiful Boy - Russell Crowe jako Marshall Eamons – Vymazaný kluk - Adam Driver jako detektiv Flip Zimmerman – BlacKkKlansman - Sam Elliott jako Bobby Maine – Zrodila se hvězda                     | Regina Kingová jako Sharon Rivers – Kdyby ulice Beale mohla mluvit - Claire Foy jako Janet Armstrong – První člověk - Nicole Kidman jako Nancy Eamons – Vymazaný kluk - Margot Robbie jako královna Alžběta – Marie, královna skotská - Emma Stoneová jako Abigail Hill – Favoritka - Rachel Weisz jako Sarah Churchill – Favoritka                                                |
| Nejlepší původní scénář | Nejlepší adaptovaný scénář |
| Roma – Alfonso Cuarón - Osmá třída – Bo Burnham - Favoritka – Deborah Davis a Tony McNamara - Zoufalství a naděje – Paul Schrader - Zelená kniha – Nick Vallelonga, Brian Hayes Currie a Peter Farrelly - Tiché místo – John Krasinski, Scott Beck a Bryan Woods                                                                                        | Dokážete mi kdy odpustit? – Nicole Holofcener a Jeff Whitty - BlacKkKlansman – Spike Lee, David Rabinowitz, Kevin Willmott a Charlie Wachtel - Ztratili jsme Stalina – Armando Iannucci, David Schneider, Ian Martin a Peter Fellows - Kdyby ulice Beale mohla mluvit – Barry Jenkins - Beze stop – Debra Granik a Anne Rosellini - Zrodila se hvězda – Bradley Cooper a Eric Roth |
| Nejlepší skladatel | Nejlepší původní píseň |
| První člověk – Justin Hurwitz - BlacKkKlansman – Terence Blanchard - Colette: Příběh vášně – Thomas Adès - Kdyby ulice Beale mohla mluvit – Nicholas Britell - The Sisters Brothers – Alexandre Desplat - Vdovy – Hans Zimmer | „Shallow“ – Zrodila se hvězda - „All the Stars“ – Black Panther - „Can You Imagine That?“ – Mary Poppins se vrací - „Requiem for a Private War“ – Private Life - „Revelation“ – Vymazaný kluk - „Strawberries & Cigarettes“ – Já, Simon |
| Nejlepší dokument | Nejlepší cizojazyčný film |
| Nerovná jízda - Crime + Punishment - Free Solo - RBG - Tři blízcí neznámí - Won't You Be My Neighbor? | Roma (Mexiko) - Cukrář (Izrael) - Studená válka (Polsko) - Tísňové volání (Dánsko) - Nejsem čarodějnice! (Spojené království) - Zloději (Japonsko) |
| Nejlepší střih | Nejlepší kamera |
| Roma – Alfonso Cuarón - BlacKkKlansman – Barry Alexander Brown - První člověk – Tom Cross - Kdyby ulice Beale mohla mluvit – Joi McMillon a Nat Sanders - Zrodila se hvězda – Jay Cassidy - Vdovy – Joe Walker | Zrodila se hvězda – Matthew Libatique - Black Panther – Rachel Morrison - Studená válka – Łukasz Żal - Favoritka – Robbie Ryan - Kdyby ulice Beale mohla mluvit – James Laxton - Roma – Alfonso Cuarón |
| Nejlepší vizuální efekty | Nejlepší výprava |
| Black Panther - Avengers: Infinity War - Fantastická zvířata: Grindelwaldovy zločiny - Jurský svět: Zánik říše - Rampage Ničitelé - Ready Player One: Hra začíná | Mary Poppins se vrací – John Myhre - Black Panther – Hannah Beachler - Fantastická zvířata: Grindelwaldovy zločiny – Stuart Craig - Favoritka – Fiona Crombie - První člověk – Nathan Crowley - Roma – Eugenio Caballero |
| Nejlepší kostýmy | Nejlepší zvuk |
| Favoritka – Sandy Powell - Black Panther – Ruth E. Carter - Colette: Příběh vášně – Andrea Flesch - Fantastická zvířata: Grindelwaldovy zločiny – Colleen Atwood - Marie, královna skotská – Alexandra Byrne - Zrodila se hvězda – Erin Benach | Tiché místo - Black Panther - První člověk - Mary Poppins se vrací - Roma - Zrodila se hvězda |
| Nejlepší nezávislý film | |
| BlacKkKlansman - Osmá třída - Zoufalství a naděje - Beze stop - Private Life - Soukromá válka | |

### Televize
| Nejlepší seriál (drama) | Nejlepší seriál (muzikál nebo komedie) |
| --- | --- |
| Homecoming – Amazon - Troufalky – Freeform - Příběh služebnice – Hulu - Mr. Mercedes – AT&T - Boj o moc – HBO - Tohle jsme my – NBC | Lodge 49 – AMC - Arrested Development – Netflix - Atlanta – FX - Barry – HBO - Black-ish – ABC - Dobré místo – NBC - Nesvá – HBO |
| Nejlepší žánrový seriál | Nejlepší minisérie |
| The Terror – AMC - Castle Rock – Hulu - Dva světy – Starz - Pán času – BBC - The Man in the High Castle – Amazon - Stranger Things – Netflix | The Assassination of Gianni Versace: American Crime Story – FX - Homecoming – Amazon - The Looming Tower – Hulu - Patrick Melrose – Showtime - Ostré předměty– HBO - Skandál po anglicku – Amazon |
| Nejlepší herec (drama/žánr) | Nejlepší herečka (drama/žánr) |
| Brendan Gleeson jako detektiv Bill Hodges – Mr. Mercedes - Jason Bateman jako Marty Byrde – Ozark - Bob Odenkirk jako Saul Goodman – Volejte Saulovi - Matthew Rhys jako Philip Jennings – Takoví normální Američané - J. K. Simmons jako Howard Silk – Dva světy - Billy Bob Thornton jako Billy McBride – Goliath                                                                | Julia Roberts jako Heidi Bergman – Homecoming - Jessica Biel jako Cora Tannetti – Hříšná duše - Elisabeth Mossová jako Offred / June Osborne – Příběh služebnice - Sandra Oh jako Eve Polastri – Na mušce - Keri Russell jako Elizabeth Jennings – Takoví normální Američané - Jodie Whittaker jako paní Času – Pán času                        |
| Nejlepší herec (muzikál nebo komedie) | Nejlepší herečka (muzikál nebo komedie) |
| Bill Hader jako Barry Berkman / Barry Block – Barry - Anthony Anderson jako Andre "Dre" Johnson Sr. – Black-ish - Ted Danson jako Michael – Dobré místo - Donald Glover jako Earnest "Earn" Marks – Atlanta - William H. Macy jako Frank Gallagher – Shameless - Thomas Middleditch jako Richard Hendricks – Silicon Valley                                                        | Issa Rae jako Issa Dee – Nesvá - Alison Brie jako Ruth "Zoya the Destroya" Wilder – GLOW: Nádherné ženy wrestlingu - Christina Hendricks jako Beth Boland – Dobré místo - Ellie Kemper jako Kimmy Schmidt – Nezdolná Kimmy Schmidt - Niecy Nash jako Desna Simms – Drápy - Tracee Ellis Ross jako Dr. Rainbow "Bow" Johnson – Black-ish         |
| Nejlepší herec (minisérie nebo TV film) | Nejlepší herečka (minisérie nebo TV film) |
| Darren Criss jako Andrew Cunanan – The Assassination of Gianni Versace: American Crime Story - Daniel Brühl jako Dr. Laszlo Kreizler – Psychiatr - Benedict Cumberbatch jako Patrick Melrose – Patrick Melrose - Jeff Daniels jako John O'Neill – The Looming Tower - Hugh Grant jako Jeremy Thorpe – Skandál po anglicku - Jared Harris jako kapitán Francis Crozier – The Terror | Amy Adams jako Camille Preaker – Ostré předměty - Laura Dern jako Jennifer Fox – Příběh - Dakota Fanning jako Sara Howard – Psychiatr - Julia Roberts jako Heidi Bergman – Homecoming - Emma Stoneová jako Annie Landsberg – Maniak |
| Nejlepší herec ve vedlejší roli | Nejlepší herečka ve vedlejší roli |
| Hugo Weaving jako David Melrose – Patrick Melrose - Mark Duplass jako Tom Wyatt – Goliath - John Macmillan jako Edmund – Král Lear - Édgar Ramírez jako Gianni Versace – The Assassination of Gianni Versace: American Crime Story - Paul Ready jako Dr. Harry Goodsir – The Terror - Ben Whishaw jako Norman Josiffe / Norman Scott – Skandál po anglicku                         | Sharon Stone jako Olivia Lake – Mozaika - Penélope Cruz jako Donatella Versace – The Assassination of Gianni Versace: American Crime Story - Jennifer Jason Leigh jako Eleanor Melrose – Patrick Melrose - Justine Lupe jako Holly Gibney – Mr. Mercedes - Nive Nielsen jako Lady Silence – The Terror - Emma Thompson jako Goneril – Král Lear |
| Nejlepší televizní film | |
| Příběh – HBO - Cargo – Netflix - Her Only Choice – BET - Král Lear – Amazon | |